# Расплющенный космос
«Улётный trip» (англ. Tripping the Rift, дословно — Путешествуя по грани) — канадский трёхмерный, фантастическо-комедийный мультсериал для взрослых. Основан на двух популярных короткометражных мультфильмах, созданных Крисом Мёллером и Чаком Остеном и опубликованных через Интернет.
Место действия — космос, наша Галактика, далёкое будущее (2540-е).

## Сюжет
Сериал рассказывает о приключениях команды межзвездных контрабандистов, мотающихся по Галактике на корабле «Юпитер-42», управляемом компьютером по имени Боб, под командованием его владельца — эгоистичного капитана Шока. Он часто ввергает героев в различные неприятности. Вселенную поделили между собой империя Чёрных Клоунов и Конфедерация, антагонисты, представляющие анархический и империалистический соответственно взгляд на будущее цивилизации, но обе стороны люто ненавидят Шока. Так что герои, обуреваемые (за исключением секс-рабыни капитана — интеллектуального робота — гиноида Секси) жадностью и низменными страстями, стараются держаться подальше от конфликтующих сторон. Из взаимоотношений Дарта Бобо, Капитана Адама и МакБлоба ясно, что они — выходцы из Конфедерации.

## Вселенная мультсериала
Космос, будущее. Вселенная по большей части скопирована с сериала «Звёздный путь». В том числе: двигатели корабля, редкие перемещения во времени, Конфедерация и раса вулканцев, но с добавлением различных элементов, заимствованных в других фантастических фильмах и сериалах (часто пародируется вселенная Звёздных войн).
В начальной заставке каждой серии Гас тащит пылесос, сильно напоминающий робота R2-D2 из «Звёздных войн», а Уип играет радиоуправляемой моделью корабля «Энтерпрайз NX-01» (также в серии «Witness Protection» присутствует похожий корабль).
Иногда можно увидеть вулканцев, пьющих до потери сознания в барах (в сериале «Звёздный путь» они добиваются полного самообладания и контроля над своими эмоциями).

## Персонажи

### Главные
- Шок Френсис МакБлоб (англ. Chode Frensis McBlob) — трёхглазый инопланетянин лилового цвета с зелёными веснушками. Капитан и владелец корабля контрабандистов «Юпитер-42». Имя «Chode» — слэнговое название мужского репродуктивного органа. Раса Шока верит в то, что обязанности каждого должны определяться обществом, а не индивидуумом. Поскольку Шок совершенно не согласен с этой философией, он покинул родную планету, как только смог. Также, по его словам, в его семье «ни у кого нет совести». Он несколько туповат и постоянно сексуально озабочен. Роль озвучивает Стивен Рут.
- Двуног (T’Nuk Layor) — совладелец корабля и законченная стерва. У неё 6 четырёхпалых конечностей, 4 из которых обычно используются как ноги, пупырчатая кожа, 3 груди, широкий рот, а глаза выступают на коротких отростках. Члены команды считают её уродиной, однако в серии «Miss Galaxy 5000» выясняется, что среди себе подобных Двуног считается красавицей.
- Секси (Six) — сексуальная красавица-гиноид (в мультсериале её называют киборгом), создавалась как секс-рабыня. На корабле она действует в качестве инженера, благодаря проведённому Шоком перепрограммированию. Благодаря перепрограммированию, которое тайно провела Двуног, Секси перестала вести себя по отношению к Шоку как стереотипная дешёвая проститутка, так как у неё появились некоторые моральные принципы. Секси часто выходит сухой из воды благодаря своей эротичности. Раньше она была в рабстве у Чёрных Клоунов. У неё есть татуировка на левой груди. Считает, что женщинам должно быть стыдно, когда у них большая грудь, а также считает, что конкурсы красоты унижают женщин. Её образ напоминает Лилу из Пятого элемента и Мотоко Кусанаги из аниме Призрак в доспехах. В первом сезоне её озвучивает Джина Гершон, во втором сезоне — Кармен Электра, в третьем сезоне — Дженни Маккарти.
- Гас (Gus) — робот-раб Шока. В нём 2 трлн мегабайт межзвёздных данных. На корабле исполняет обязанности инженера. Обладает стереотипичным гомосексуальным поведением. Хотя он и более умён, чем остальные члены команды, он вынужден служить им, так как неорганические существа не имеют тех же прав, что и органические. Его облик и манера говорить пародируют робота C-3PO из «Звёздных войн».
- Боб (Bob) — бортовой компьютер — искусственный интеллект, управляющий их кораблём. Страдает боязнью открытого пространства. Роль озвучивает Джон Мелендез.
- Уип (Whip; рус. кнут, хлыст) — приёмный 16-летний сын сестры Шока, отправленный на попечение МакБлоба. Воплощает в себе все стереотипы о подростках. Выглядит, как прямоходящая зелёная ящерица с ирокезом. Может ловить мух подобно хамелеону и отращивать утерянные конечности. На майке есть изображение анха.

### Основные
- Бенито — дедушка Шока (см. S02E05, S03E06).
- Дарт Бобо (Дарф Бобо, Darph Bobo) — верховный главнокомандующий Империи Чёрных/Тёмных Клоунов. Имеет жену Бернис и двух дочерей. Сам он является пародией на Дарта Вейдера. Роль озвучивает Крис Мёллер.
- Бабетта — его старшая дочь.
- Капитан Адам (Captain Adam) — лидер Конфедерации. Имеет жену Нэнси и двух сыновей.
- Адам 12 (Двенадцатый) — старший сын Капитана Адама.

### Эпизодические
- Мэлик — легендарный игрок в изувечь-болл (разновидность баскетбола, где игрокам разрешается резать друг друга бензопилами). В своё время постоянно выводил команду Конфедерации в финал кубка этого вида спорта. За два года до начала событий сериала вышел в отставку. Всё это время посвятил развлечениям, из-за которых серьёзно растолстел. Погиб от перенапряжения сердечной мышцы из-за инъекции адреналина.
- Кэтрин «Кити» Мэлик — супруга Мэлика. Страдает тяжёлой формой мании к деньгам. Была убита шальным огнестрельным огнём Чаклса — деда Дарта Бобо.
- Бог (God) — был случайно убит Шоком при создании вселенной, но впоследствии смог избежать этого (S01E01). Будучи отвергнутым жителями Гиллабуса 4 наслал на них саранчу (S02E09). Любит вино, сигареты и девочек (S02E12).
- Дьявол (The Devil) —

## Эпизоды
В начале каждой серии звучит забавная фраза, произнесённая Бобом.

### Пилотные серии
| Название                      | На что пародия                               |
| ----------------------------- | -------------------------------------------- |
|                               |                                              |
| Love and Darph / Любовь и дар | Звёздный путь, Звёздные войны, Чужие (фильм) |
| Oh Brother (Teaser)           | Джедаи                                       |

### Первый сезон (2004)
| №  | Название                                                               | Дата премьеры  | Краткое содержание серии | На что пародия                                                      |
| -- | ---------------------------------------------------------------------- | -------------- | --- | ------------------------------------------------------------------- |
|    |                                                                        |                | |                                                                     |
| 1  | God Is Our Pilot / Бог — наш пилот и оплот                             | 4 марта 2004   | Шок и Гас угоняют машину времени и улетают к началу начал, где их корабль при посадке случайно убивает Бога. Вернувшись назад, они обнаруживают, что зла более не существует. Но Шок рассказал о зле Уипу, а тот — всем своим друзьям. Наступила катастрофа. Шок и Гас снова отправляются в прошлое. В итоге они спасают Бога, но погибают сами. | Назад в будущее                                                     |
| 2  | Mutilation Ball / Изувечь-бол                                          | 11 марта 2004  | Требуется привезти известного спортсмена по изувечь-болу. По пути Двуног случайно убивает его, и выясняется, что он — робот. Было решено найти и забрать оригинал, но он оказался совершенно не в состоянии участвовать в игре. | Баскетбол                                                           |
| 3  | Miss Galaxy 5000 / Мисс Галактика 5000                                 | 18 марта 2004  | Конкурс красоты. Несколько участниц погибает. Когда стало ясно, что их убила Бабетта, также принимавшая участие в конкурсе, то та сбежала. Секси была отстранена от участия потому, что она — андроид. В результате, как единственная оставшаяся участница, победительницей стала Двуног.                                                        | Конкурс красоты                                                     |
| 4  | Sidewalk Soiler / Осквернитель тротуаров                               | 25 марта 2004  | На очередной планете всё выглядит стерильно чисто. Стоило Шоку выплюнуть жёваную жвачку, как его схватили и осудили к смерти. | Сингапур                                                            |
| 5  | The Devil and a Guy Named Webster / Дьявол и парень по фамилии Вебстер | 1 апреля 2004  | Шок продал свою душу в обмен на спасение от чёрной дыры. Чтобы спасти его душу, члены его команды отправляются в прошлое, привозят оттуда человека, который выигрывал суд у дьявола. Но они перепутали дату и привезли актёра. | Изгоняющий дьявола, Дьявол и Дэниел Вебстер                         |
| 6  | Totally Recalled / Смена декораций                                     | 8 апреля 2004  | Модель Гаса заменяется более новой моделью «Gus-XP». Новая модель пытается захватить власть. Прежний Гас вместе с отцом Шока Бенито вступает с новым Гасом в схватку. | Я, робот (фильм)                                                    |
| 7  | 2001 Space Idiocies / 2001 космическая глупость                        | 15 апреля 2004 | На первобытной планете Шок устанавливает загадочный чёрный обелиск, который оказывается базой Чёрных Клоунов, порабощающих жителей. | 2001: Космическая одиссея (роман), Космическая одиссея 2001 (фильм) |
| 8  | Power to the Peephole / Ура замочной скважине                          | 22 апреля 2004 | На планете Флоридии-7 идёт острое соперничество между кандидатами в президенты от Конфедерации и Чёрных Клоунов. Клоуны наняли Шока, чтобы тот испортил рейтинг соперника. В последний момент это удаётся сделать Двуног, последовавшей примеру Моники Левински.                                                                                 | Импичмент Билла Клинтона                                            |
| 9  | Nature vs. Nurture / Природа против породы                             | 6 мая 2004     | «Юпитер-42», повреждённый Чёрными Клоунами, садится на планете Молдавия-5, где правит Филип — родной брат-близнец Шока. Братья меняются местами. | Принц и нищий (роман)                                               |
| 10 | Aliens, Gun & a Monkey / Пушки, пришельцы, приматы                     | 13 мая 2004    | Корабль совершает аварийную посадку на Гармонии-7. Глава планеты спровоцировал волну преступности, дабы разжечь беспорядки в обществе и создать противостоящую огненную мощь. | Трасса 60                                                           |
| 11 | Emasculating Chode / Шок занемог                                       | 20 мая 2004    | Дарт Бобо похищает Уипа, при попытке спасения Шок бьётся с Бобо на световых мечах, но теряет в битве одно щупальце, что повергает его в тяжёлую депрессию. Шок, замаскировавшись, проникает к Чёрным Клоунам. | Звёздные войны. Эпизод V: Империя наносит ответный удар             |
| 12 | Love Conquers All… Almost / Любовь побеждает… почти всё                | 27 мая 2004    | Тот, кто помирит Чёрных Клоунов и Конфедерацию, получит большу́ю сумму. Шок обманом заманил Бабетту и Адама 12 на свой корабль и заинтересовал их друг другом. Капитан Адам и Дарт Бобо узнали об этом… | Ромео и Джульетта, Йода                                             |
| 13 | Android Love / Чувства роботов                                         | 3 июня 2004    | Двуног и Секси посещают стриптиз-клуб. В одном из танцоров Секси узнаёт близко знакомого андроида Секса, скрывающегося от Чёрных Клоунов, и сбегает с ним и ещё одним андроидом на корабле Шока. Но за андроидами гонится охотник за головами.                                                                                                   | Звёздные войны. Эпизод IV: Новая надежда, Боба Фетт                 |

### Второй сезон (2005)
| №  | Название                                                 | Дата премьеры    | Краткое содержание серии | На что пародия |
| -- | -------------------------------------------------------- | ---------------- | --- | --- |
|    |                                                          |                  | | |
| 1  | Cool Whip / Крутой Уип                                   | 27 июля 2005     | На планете, где произошла аварийная посадка, Уипа объявили звездой, устроили в честь него праздник, а затем король планеты устроил на него охоту. | Звёздные войны. Эпизод V: Империя наносит ответный удар, Инопланетянин |
| 2  | You Wanna Put That Where? / Как хорошо быть натуралом    | 27 июля 2005     | Команда подбирает груз, потерянный пьяными вулканцами. Оказывается, он состоит из огромного числа тюбиков анальной смазки. Им приходит в голову идея продать груз на планете, где обитают только геи и лесбиянки. | Джим Макгриви |
| 3  | Honey, I Shrunk the Crew / Дорогая, я уменьшил команду   | 3 августа 2005   | Дарт Бобо завладел паролем управления кораблём Шока и поставил таймер самоуничтожения на 10 минут. Находчивая команда с помощью игрушки Уипа уменьшается и попадает в тело Бобо, чтобы узнать новый пароль из его мозга. Попутно Шок узнаёт номер кредитки Бобо. | Внутренний космос |
| 4  | Ghost Ship / Корабль-призрак                             | 10 августа 2005  | Команда оказывается на борту корабля-призрака, где материализуются их страхи. | Сквозь горизонт, Корабль-призрак (фильм) |
| 5  | Benito’s Revenge / Месть Бенито                          | 17 августа 2005  | Бенито сбегает вместе с четырьмя другими стариками из дома престарелых. Шок возвращает их, но выясняется, что дом престарелых и соседний с ним аттракцион «Город Забав» контролируются Чёрными Клоунами и работают на энергии стариков. | Матрица (фильм) |
| 6  | All for None / Долой эксплуатацию                        | 24 августа 2005  | Экипаж, возмущённый грубостью Шока, уходит от него и устраивается работать на круизный лайнер, но тот оказывается судном работорговцев. | Амистад, Иммиграция |
| 7  | Extreme Chode / Экстрим для Шока                         | 31 августа 2005  | Близятся престижные галактические соревнования по скейтбордингу, фаворит — Адам 12. Шок спорит с его отцом, что Уип победит того, хотя Уип почти ничего не умеет. Шок приступает к его интенсивным тренировкам. В результате Уип ломает ногу. | Рокки Бальбоа |
| 8  | Roswell / Розвэлл                                        | 14 сентября 2005 | Боб, спасаясь от автоподставщиков, случайно оказывается на Земле в XX веке. Два корабля получают серьёзные повреждения. Автоподставщиков, притворившихся мёртвыми, доставляют на ближайшую военную базу. | Розуэлльский инцидент |
| 9  | Santa Clownza / Санта Клаунза                            | 21 сентября 2005 | Команда «Юпитера-42» высаживается на одной планете и узнаёт, что сейчас — канун главного праздника года — Санта Клаунзы. Все жители охвачены шопинговой лихорадкой. Шок подозревает в организации праздника Чёрных Клоунов, и, действительно, Дарт Бобо таким способом выкачивает из граждан деньги.                                                                                           | Рождество, Пасха |
| 10 | Chode & Bobo’s High School Reunion / Встреча выпускников | 28 сентября 2005 | У Бобо и Шока — встреча выпускников. Дарт Бобо сейчас — лорд Империи Клоунов, но в колледже над ним насмехался и издевался Шок со своей компанией, и теперь Бобо жаждет мести. | Кэрри, Криминальное чтиво |
| 11 | Creaturepalooza / Парк Шокского Периода                  | 5 октября 2005   | Капитан Адам потерпел крушение на первобытной планете, единственная надежда на сорвиголову Шока, и Нэнси требует у него спасти мужа, угрожая ему смертью от мозгового паразита. | Анаконда, Альф, Годзилла, Дюна, Муха, Нападение гигантской женщины, Парк Юрского периода, Фредди против Джейсона, Чужие, Побег из Нью-Йорка, Похитители тел, Триффиды, Проклятье мёртвого озера |
| 12 | Chode’s Near Death-Experience / А смерть была рядом      | 12 октября 2005  | Шок подавился и упал в обморок, он при смерти. В это время где-то в баре выпивают Бог и Сатана, никто не хочет брать того к себе, и они заключают пари: если Дьявол склонит Шока к праведной жизни, то Бог заберёт капитана в рай, а если Богу удастся совратить того с верного пути, то ему в ад — прямая дорожка. В итоге побеждает, как всегда, Бог, отправляющий Шока пожить в пороке ещё. | |
| 13 | Six, Lies and Videotape / Секси, ложь и видео            | 19 октября 2005  | Секси получает от кого-то посылку с бриллиантами. Оказалось, что они украдены её женщиной-прототипом, из-за чего Секси попадает в тюрьму. Команда пытается её выручить. | Секс, ложь и видео, Робокоп |

### Третий сезон (2007)
| №  | Название                                                           | Дата премьеры    | Краткое содержание серии | На что пародия                                                        |
| -- | ------------------------------------------------------------------ | ---------------- | --- | --------------------------------------------------------------------- |
|    |                                                                    |                  | |                                                                       |
| 1  | Chode Eraser / Стиратель                                           | 6 сентября 2007  | В семье Бобо выясняется, что Бабетта беременна от Шока. Семья посылает в прошлое киборга убить Шока до соития в туалете с Бабеттой, но Адам 12 отправляется туда же и пытается помочь Шоку, так как он — настоящий отец ребёнка. | Терминатор (фильм)                                                    |
| 2  | Skankenstein / Врунштейн                                           | 13 сентября 2007 | Команде Шока выпадает выгодное дельце: охранять словенскую принцессу от покушений. Но по недосмотру ту всё-таки расчленяет на части премьер-министр. Шок находит выход из щекотливой ситуации — воскрешает труп с помощью электричества. | Франкенштейн, Психо                                                   |
| 3  | To eBay or Not to eBay / Продавать или не продавать                | 20 сентября 2007 | На корабле начинают пропадать разные вещи. Шок пытается поймать вора. Выясняется, что это — Гас, который проигрался в казино и задолжал мошенникам огромную сумму. Но в конце Шок обыгрывает тех в карты и освобождается от преследований. | Шерлок Холмс, Крёстный отец, Детектив, Гангстер, Коломбо (телесериал) |
| 4  | 23 1/2                                                             | 11 октября 2007  | Дарт Бобо похищает Секси и обещает её убить через 23,5 минуты. Команда пытается спасти подругу Шока. Ему помогает Джек Бауер (главный герой популярного сериала «24 часа»). | 24 часа, Змеиный полёт                                                |
| 5  | The Need for Greed / Жажда наживы                                  | 18 октября 2007  | Секси неожиданно получает письмо, что получит вскоре наследство в 100 млн крох, но не знает, куда их потратить. Команда всячески пытается ей угодить, чтобы им перепало тоже. Они даже назначают её капитаном и терпят непривычную дисциплину. В конце оказывается, что письмо было фишингом, выманившим оплату «налогов» у Шока. | Нигерийские письма                                                    |
| 6  | Chuckles Bites the Dust / Поверженный Чаклс                        | 25 октября 2007  | Умирает дед Дарта Бобо — Чаклс, бывший глава Империи. По завещанию внук получит 10 млн крох, если на похоронах произнесёт речь главный враг Чаклса — Бенито. Бобо разыгрывает горе и уговаривает Шока помочь. Вскоре Бобо узнаёт, что Чаклс инсценировал свою смерть, чтобы убить Бенито, и договаривается с Чаклсом, чтобы заодно убить и Шока. Покушение срывается, и Чаклс гибнет по-настоящему. | Звёздные войны. Эпизод V: Империя наносит ответный удар               |
| 7  | Hollow Chode / Шок-невидимка                                       | 1 ноября 2007    | Шока прокляла гадалка, потому что он отказался ей заплатить. Он стал невидимым и вначале рад развлекаться, но команда выясняет, что он может совсем исчезнуть. Они выследили гадалку и заставили ту снять проклятие. | Человек-невидимка                                                     |
| 8  | Raiders of the Lost Crock of */@?#!" / Искатели затерянных черепов | 8 ноября 2007    | Шок ссорится с Секси и отправляется с Гасом на планету развлекаться, не оставляя ключа управления кораблём. На планете человек продаёт им амулет, связанный с тайными сокровищами, они отправляются на поиски. Тем временем «Юпитер-42» атакован тянущим к планете лучом. | Индиана Джонс: В поисках утраченного ковчега, Чужой против Хищника    |
| 9  | Witness Protection / Защита свидетеля                              | 15 ноября 2007   | На своём дне рождения Бобо, помирившись временно с Шоком, играл с ним и ещё двумя партнёрами в карты. Но, проиграв, разозлился и грозился убить одного инопланетянина, после чего полиция нашла того мёртвым. Бобо решил, что Шок его сдал, и в который раз обещал его убить. Полиция отправила команду на другую планету по программе защиты свидетелей. | Отчаянные домохозяйки                                                 |
| 10 | The Son also Rises / Нежданное потомство                           | 22 ноября 2007   | У Шока внезапно появился сын. Вскоре выяснилось, что школьная подружка Шока наняла актёра, чтобы выудить у Шока с помощью космических пиратов все деньги. | Пираты Карибского моря: Проклятие «Чёрной жемчужины», Молчание ягнят  |
| 11 | Extreme Take-Over / Пальма первенства                              | 29 ноября 2007   | Шок во что бы то ни стало хочет выиграть престижную гонку на кораблях и получить 50 млн крох, для этого он в мастерской модернизирует корабль и Боба. В итоге корабль может летать в 5 раз быстрее скорости света, но Боб заражён вирусами, из-за чего делает всё наоборот и чуть не губит команду в коричневом карлике. В конце серии Шок получает титул самого большого неудачника недели. | Михаэль Шумахер, Сокол тысячелетия                                    |
| 12 | Battle of the Bulge / Не на жизнь, а на смерть                     | 6 декабря 2007   | Шок внезапно стал импотентом (Гас подсыпал ему нитрат калия). После нескольких попыток возвратить эрекцию он придумал заняться сексом на публике (перед командой) прямо на пульте управления кораблём, из-за чего после случайных нажатий кнопок фотонные ракеты высвободили тёмную энергию одного солнца — в результате может погибнуть Вселенная. | Супермен                                                              |
| 13 | Tragically Whip / Трагедия Уипа                                    | 13 декабря 2007  | Команда решает провести отпуск на курорте. Уип жалутся, что у него — рабочее детство, и пытается наверстать упущенное в общении с молодёжью, предаваясь разгулу, подсаживается на таблетки. Во время экскурсии другие члены команды (кроме Гаса) попадают под действие гипноза секты кришнаитов и идут выпрашивать деньги у прохожих. Уип же попадает в клинику, но в ней не лечат от зависимости, а подсаживают на те самые таблетки. Гас в конце выводит команду из транса с помощью того же наркотика. |                                                                       |

### Полнометражный фильм
В 2007 году вышел полнометражный мультфильм «Tripping the rift: The Movie» (в русском прокате — «Расплющенный космос: Полный метр»). Он состоит из 4-х перемонтированных серий 3-го сезона ((1) «Chode Eraser», (2) «Skankenstein», (8) «Raiders of the Lost Crock of *@#?!» и (9) «Witness Protection») с добавлением немногочисленных новых сцен и 4-минутной концовки. Сюжетообразующей является 1-я серия, пародирующая «Терминатора».

## См. Также
- Орвилл